# ハッピーバレー競馬場火災

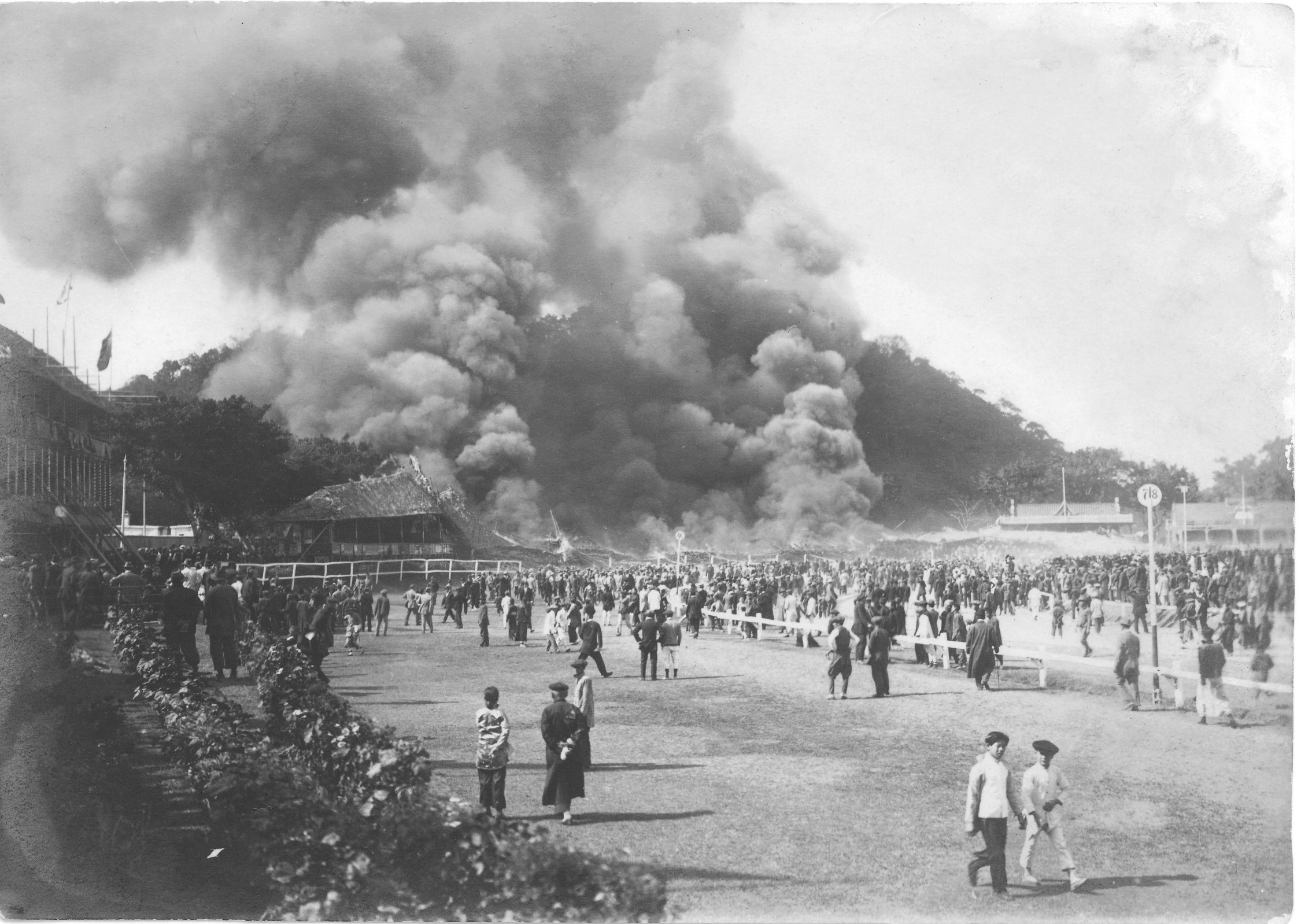
炎上する競馬場のスタンド

ハッピーバレー競馬場火災（跑馬地馬場大火、俗称:火燒馬棚）は、1918年2月26日の香港・ハッピーバレー競馬場で起きた火災事故。600名の犠牲者を出し、香港史上最悪の火災となった。

## 経緯
イギリス統治下の香港において、最初にイギリス人らが在住した土地が後にハッピーバレーと呼ばれる沼地であった。
その後土地が改良されて住みよくなると、イギリス人らは他の植民地域と同様に競馬場を作った。これが最初のハッピーバレー競馬場で、当時は香港で唯一の競馬場であった。この当初の同競馬場のスタンドは竹製で、これが後に崩壊、および火災拡大の原因ともなった。

## 概要
事故当日は、当時のハッピーバレー競馬場で行われていた「週年大賽」の2日目開催が行われており、競馬場には多数の観客が詰めかけていた。
およそ午後3時頃、当日の第5競走で大穴馬券が飛び出したことに騒然となるなかで、突如観客のいたスタンドが崩れる事故が発生した。この時点で少なくない圧死者が出たとされる。そして崩れたスタンドの下には屋台があり、崩れた衝撃でこれが横転、スタンドに引火すると瞬く間に火が燃え広がった。
この事故による死者はおよそ600名（資料によっては614人とも）に上り、これは1868年に香港に消防署が作られて以来最大の犠牲者を出す事故であった。

## 事後処理

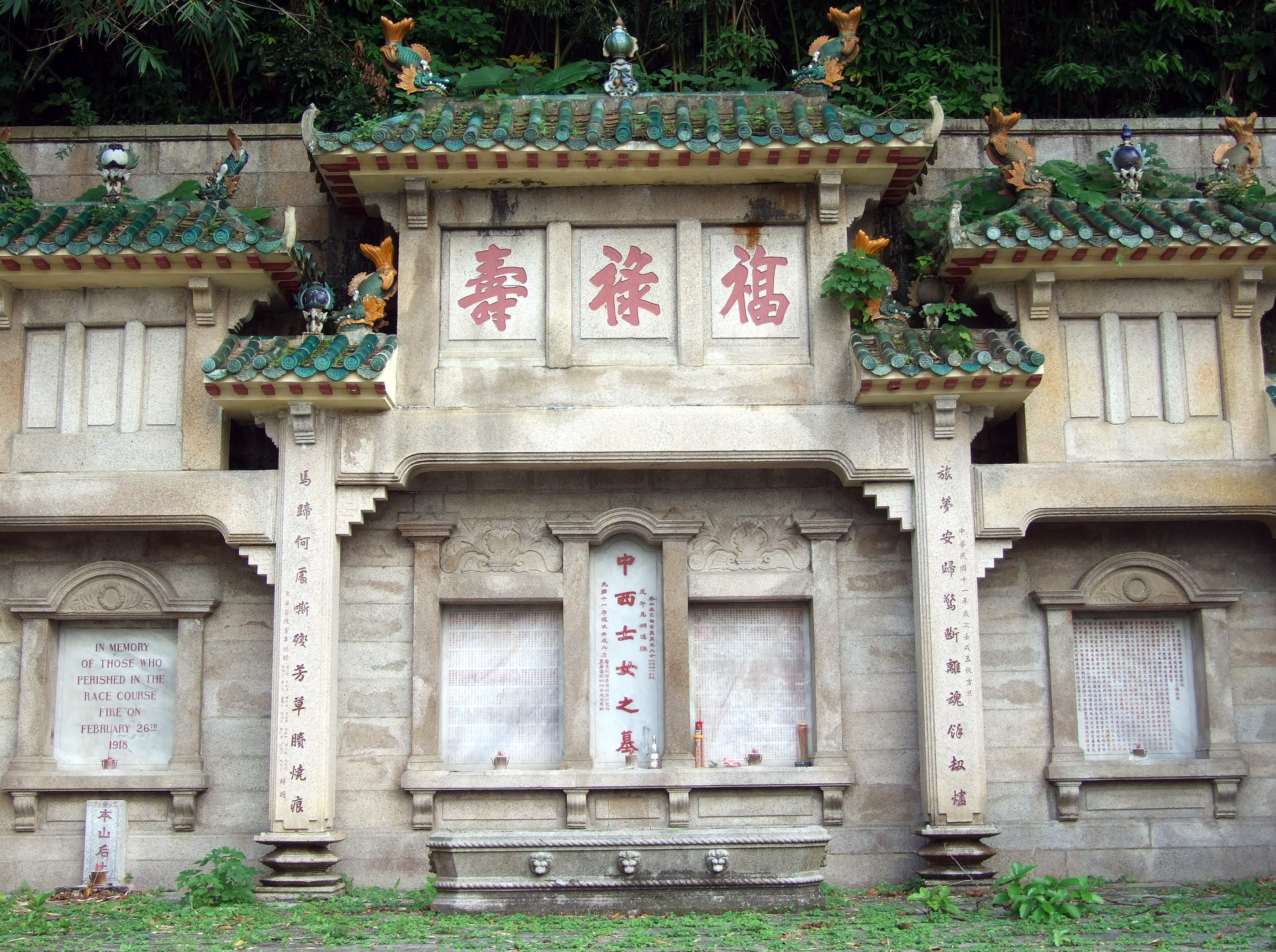
墓地に建立された慰霊碑

火災から間もなくの3月初旬、現地の病院・東華醫院の主導のもとで肇慶鼎湖山の高僧に依頼し、鎮魂の祭祀が行われている。その後、香港政府に被災者のための公立墓地設立が働きかけられ、事故から4年後の1922年8月にコーヒー園墳場という名の墓地が作られた。墓地名はもとはコーヒー園であった土地を墓地に変えたことに因む。